# Cantó de Ploemeur
El cantó de Ploemeur (bretó Kanton Plañvour) és una divisió administrativa francesa situat al departament d'Ar Mor-Bihan a la regió de Bretanya.

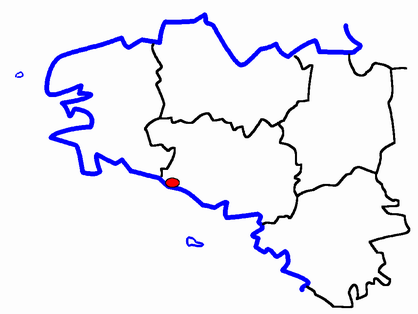
Situació del cantó

## Composició
El cantó aplega 2 comunes :
| Nom francès  | Nom bretó | Població | km²   | Codi Postal | Codi INSEE |
| Larmor-Plage | An Arvor  | 8.470    | 7,27  | 56260       | 56107      |
| Plœmeur      | Plañvour  | 18.304   | 39,72 | 56270       | 56162      |
| Cantó        | Plañvour  | 26774    | 46,99 | -           | 5642       |

## Evolució demogràfica
| 1962   | 1968   | 1975   | 1982   | 1990   | 1999   |
| ------ | ------ | ------ | ------ | ------ | ------ |
| 11.481 | 12.966 | 14.954 | 19.828 | 25.715 | 26.774 |

## Història
| Data d'elecció                           | Identitat    | Partit | Qualitat |
| ---------------------------------------- | ------------ | ------ | -------- |
| 2004-                                    | Loïc Le Meur | PS     |          |
| les dades anteriors no són pas conegudes |              |        |          |
|                                          |              |        |          |